# Кінь (зодіак)

Рік коня

Кінь (马 午) — є 7-им з 12-річного циклу тварин, які з'являються в китайському зодіаку пов'язаного з китайським календарем. Він характеризується як «янь». Тому яскраво виражені «янські» якості є фундаментом характеру Коня. Вони допомагають йому без особливих втрат переживати життєві бурі, асоціюється з елементом «вогонь», символізує такі якості, як активність, радість, незалежність, витривалість, сприйнятливість, життєлюбства, розум, але, з іншого боку, нетерплячість, марнославство і егоїзм.
Час доби під управлінням Коня: 11.00-13.00.
Відповідний знак Зодіаку:близнюки

## Роки та п'ять елементів
Люди, що народилися в діапазоні цих дат належать до категорії народилися в «рік коня»:
- 25 січня 1906 — 12 лютого 1907, рік Вогняного Коня.
- 11 лютого 1918 — 31 січня 1919, рік Земляного Коня.
- 30 січня 1930 — 16 лютого 1931, рік Металевого Коня.
- 15 лютого 1942 — 4 лютого 1943, рік Водяного Коня.
- 3 лютого 1954 — 23 січня 1955, рік Дерев'яного Коня.
- 21 січня 1966 — 8 лютого 1967, рік Вогняного Коня.
- 7 лютого 1978 — 27 січня 1979, рік Земляного Коня.
- 27 січня 1990 — 14 лютого 1991, рік Металевого Коня.
- 12 лютого 2002 — 31 січня 2003, рік Водяного Коня.
- 31 січня 2014 — 18 лютого 2015, рік Дерев'яного Коня.
- 17 лютого 2026 — 5 лютого 2027, рік Вогняного Коня.
- 4 лютого 2038 — 23 січня 2039, рік Земляного Коня.